# Alcis latifasciata
Alcis latifasciata là một loài bướm đêm trong họ Geometridae.